# Пестовська
Песто́вська (рос. Пестовская) — присілок у складі Лузького району Кіровської області, Росія. Входить до складу Папуловського сільського поселення.
Населення становить 42 особи (2010, 73 у 2002).
Національний склад станом на 2002 рік — росіяни 99 %.